# Fodé Camara (ur. 1988)
Fodé Camara (ur. 17 sierpnia 1988 w Labé) – gwinejski piłkarz grający na pozycji środkowego obrońcy. Od 2022 jest zawodnikiem klubu Saint-Denis FC.

## Kariera klubowa
Swoją karierę piłkarską Camara rozpoczął w klubie Fello Star. Zadebiutował w nim w pierwszej lidze gwinejskiej. W latach 2008, 2009 i 2010 wywalczył z nim trzy mistrzostwa kraju. W 2013 roku odszedł do klubu Horoya AC. W sezonie 2013/2014 wywalczył wicemistrzostwo, a w sezonie 2014/2015 - mistrzostwo Gwinei. W latach 2015–2018 grał w Hassanii Agadir, a w sezonie 2018/2019 w Al-Nahda Club. W 2019 roku był piłkarzem indonezyjskiego klubu Persik Kediri, a w latach 2020-2021 - senegalskiego ASEC Ndiambour. W 2022 przeszedł do reuniońskiego Saint-Denis FC.

## Kariera reprezentacyjna
W reprezentacji Gwinei Camara zadebiutował 14 października 2012 w przegranym 0:2 meczu kwalifikacji do Pucharu Narodów Afryki 2014 z Nigrem. W 2015 roku został powołany do kadry na Puchar Narodów Afryki 2015. Rozegrał na nim jeden mecz, ćwierćfinałowy z Ghaną (0:3). W kadrze narodowej od 2012 do 2017 rozegrał 39 meczów.